# Eublemma cinnamomea
Eublemma cinnamomea is een vlinder uit de familie van de spinneruilen (Erebidae). De wetenschappelijke naam van deze soort is voor het eerst voorgesteld als Trothisa cinnamomea door Herrich-Schäffer in een publicatie uit 1868.
De soort komt voor in delen van Midden- en Zuid-Amerika.